# Christine Lapostolle
Pour les articles homonymes, voir Lapostolle.
Christine Lapostolle, docteur en anthropologie, est une écrivaine française née le 8 février 1961.

## Œuvres
- L'Abbaye de Royaumont, Éditions Ouest-France, 1990  (ISBN 2-7373-0561-6)
- Le Grand Large, Éditions Jean-Claude Lattès, 1993  (ISBN 2-7096-1305-0)
- Les Paroles s'envolent, Éditions Jean-Claude Lattès, 1996  (ISBN 2-7096-1712-9)
- Regarder la mer, Éditions Léo Scheer, collection Melville, 2003  (ISBN 2-915341-01-X)
- Nous arrivons, Éditions du Seuil, 2006  (ISBN 2-02-088410-0)
- Descriptions : Jean-Yves, chevrier, Éric, potier, Éditions Les Penchants du roseau, 2011  (ISBN 978-2-916965-09-3)
- Latham : roman, Éditions Flammarion, 2011  (ISBN 978-2-08-127413-6)